# Austin Westminster
O  Austin Westminster é um modelo de porte grande produzido pela British Motor Corporation.